# Soft Cell
A Soft Cell brit new wave együttes Leedsből. Az együttest 1978-ban alapították. Egyik legnagyobb sikert hozó albumuk az 1981-ben megjelent Non-Stop Erotic Cabaret, amely szerepel az 1001 lemez, amit hallanod kell, mielőtt meghalsz című könyvben. Nevüket Frank Zappa The Mothers of Invention nevű zenekarának Soft-Sell Conclusion című daláról vették.

## Diszkográfia
- Non-Stop Erotic Cabaret (1981)
- Non Stop Ecstatic Dancing (1982)
- The Art of Falling Apart (1983)
- This Last Night in Sodom (1984)
- Cruelty Without Beauty (2002)
- The Bedsit Tapes (2005)
- Happiness Not Included (2022)[2]

## Fordítás
- Ez a szócikk részben vagy egészben  a   Soft Cell című angol Wikipédia-szócikk fordításán alapul.  Az eredeti cikk szerkesztőit annak laptörténete sorolja fel. Ez a jelzés csupán a megfogalmazás eredetét és a szerzői jogokat jelzi, nem szolgál a cikkben szereplő információk forrásmegjelöléseként.